# Стрига (река)
Стрига — река в Вологодской и Архангельской областях России.
Протекает по территории Великоустюгского и Котласского районов. Северо-восточнее города Великий Устюг впадает в реку Малую Северную Двину (часть Северной Двины от слияния рек Сухоны и Юга до впадения реки Вычегды) в 735 км от её устья по левому берегу. Длина реки составляет 89 км, площадь водосборного бассейна — 433 км². Вдоль течения реки расположены населённые пункты Юдинского сельского поселения.

## Данные водного реестра
По данным государственного водного реестра России относится к Двинско-Печорскому бассейновому округу, водохозяйственный участок реки — (Малая) Северная Двина от начала реки до впадения реки Вычегда, без рек Юг и Сухона (от истока до Кубенского гидроузла), речной подбассейн реки — Малая Северная Двина. Речной бассейн реки — Северная Двина.
По данным геоинформационной системы водохозяйственного районирования территории РФ, подготовленной Федеральным агентством водных ресурсов:
- Код водного объекта в государственном водном реестре — 03020100312103000013439
- Код по гидрологической изученности (ГИ) — 103001343
- Код бассейна — 03.02.01.003
- Номер тома по ГИ — 03
- Выпуск по ГИ — 0

### Притоки (км от устья)
- 1 км: река Ямжа (иногда Ямжа рассматривается как приток Хаймы, а Хайма - как приток Стриги)
- 24 км: река Вайкалица (пр)